# Ilha das Flores (Sergipe)
Ilha das Flores es un municipio brasileño del estado de Sergipe. Se localiza a una latitud 10º26'11" sur y a una longitud 36º32'24" oeste, estando a una altitud de 3 metros. Su población estimada en 2004 era de 8.874 habitantes.
Posee un área de 57,62 km².